# Катастрофа Boeing 727 у Котону
Катастрофа Boeing 727 в Котону — велика авіаційна катастрофа, що сталася у четвер 25 грудня 2003 року. Пасажирський авіалайнер Boeing 727-223 гвінейської авіакомпанії Union des Transports Africains de Guinée (UTA) мав виконувати плановий рейс GIH 141 за маршрутом Конакрі — Котону — Куфра — Бейрут — Дубай, але під час розгону по ЗПС аеропорту Каджехоун в Котону літак не зміг відірватися від землі, виїхав за межі ЗПС на пляж та врізався в води Атлантичного океану і при цьому повністю зруйнувався. В катастрофі загинула 141 особа: з 150 пасажирів і 10 членів екіпажу загинуло 138, на землі загинуло ще 3. Вижило 22 пасажири, всі вони отримали поранення.
Досі невідома точна кількість загиблих (від 141 до 148).
Станом на 2022 рік катастрофа рейсу 141 залишається найбільшою в історії Беніну, єдиною в аеропорту Каджехоун і єдиною в історії авіакомпанії Union des Transports Africains de Guinée. Також ця авіакатастрофа займає 100-те місце в списку найбільших авіаційних катастроф.

## Хронологія подій
О 13:58:01 екіпаж отримав дозвіл на зліт, а о 13:58:15 відпустив гальма, і авіалайнер почав розбіг смугою 24 (довжина 2400 метрів). Диспетчер на вежі помітив, що розбіг рейсу 141 був більший за звичайний, але не надав цьому значення і перестав за ним спостерігати. О 13:59 швидкість досягла 137 вузлів (254 км/год), коли командир сказав про досягнення V1 та VR. Другий пілот потягнув штурвал на себе, щоб підняти носа, але машина продовжувала котитися на всіх опорах шасі. Командир двічі сказав Rotate (Підйом [передньої стійки]), а другий пілот ще сильніше почав тягнути штурвал. Носова стійка відірвалася від бетону, і літак почав піднімати носа, але робив це дуже повільно. О 13:59:11 (14:59:11 за місцевим часом) на швидкості 155 вузлів (287 км/год) Боїнг виїхав за межі смуги на ґрунт і потім врізався правою площиною крила у будівлю радіолокатора. Від удару площина з вибухом відокремилася, після чого авіалайнер, розгортаючись праворуч, викотився на пляж і врізався в океан, розділившись при цьому на кілька частин.
Почувши гуркіт, диспетчери на вежі подивилися в його бік і побачили літак, що ховався в хмарі пилу. Услід зателефонував начальник пожежної охорони і доповів, що схоже сталося зіткнення літака з локатором. Прибувши на місце, пожежники знайшли у зруйнованій будові пораненого техніка, який там працював, а потім побачили на пляжі уламки літака. На той час до місця катастрофи прибули перші бригади міської пожежної охорони, швидкої допомоги, а також Червоного хреста. Декількома хвилинами пізніше під'їхали і співробітники поліції.
Серед літака, що перебували на борту, вижили 22 людини: 5 членів екіпажу (включаючи командира, бортінженера та агента компанії) і 17 пасажирів. Також вижив і співробітник, що знаходиться в будівлі локатора. Точна кількість загиблих у катастрофі не відома досі, оскільки не відомо, скільки ж насправді було людей на борту. Безпосередньо на місці катастрофи було знайдено 141 тіло, тобто на 3 більше, ніж загиблих у літаку, при цьому 12 тіл не було впізнано. Також 7 людей зникли безвісти, а аналіз ДНК не дозволив ідентифікувати їх серед невідомих. Тобто у катастрофі загинули від 141 до 148 людей. Версія, що 3 зайвих загиблих були не в літаку, а відпочивали на пляжі, членам комісії здалася малоймовірною.

## Причини
Екіпаж оцінював масу авіалайнера в 78 тонн за центрування 19 % САХ. За розрахунками комісії, на підставі наявних даних фактична злітна маса літака насправді становила від 81 355 до 86 249 кілограмів, при максимально допустимій для даного літака 85,5 + 0,5 тонни. Центрівка за оцінками також була в межах допустимого, і навіть при масі 86 тонн авіалайнера у звичайних умовах вистачило б наявного запасу довжини смуги для зльоту.
Але після проведених надалі ретельніших перевірок було виявлено порушення у роботі екіпажів авіакомпанії і неналежний контроль над навантаженням багажу і пасажирів. Деколи пасажири перекуповували карту навантаження у вже зареєстрованих, тому фактично багажу було набагато більше. Неправильно розрахувавши злітну масу, екіпаж неправильно встановив кут стабілізатора. Коли ж під час розбігу другий пілот зрозумів, що ніс піднімається з великими труднощами, то він повинен був перервати зліт, проте цього не робив, поки не стало надто пізно.
Неабияк катастрофі сприяли коротка смуга в аеропорту, близьке розташування від її торця (118 метрів) будівлі локатора, а також спекотна погода в момент зльоту (значне зниження підіймальної сили).